# Coubert
Coubert (prononcé [ku.bɛʁ]) est une commune française située dans le département de Seine-et-Marne, en région Île-de-France.
Au dernier recensement de 2022, la commune comptait 1 942 habitants.

## Géographie

### Localisation
La commune est située à environ  7,2 kilomètres au sud-est de Brie-Comte-Robert et 17,5 kilomètres par la route, au nord de Melun.

### Géologie et relief
L'altitude de la commune varie de 78 mètres à 106 mètres pour le point le plus haut, le centre du bourg se situant à environ 93 mètres d'altitude (mairie). Elle est classée en zone de sismicité 1, correspondant à une sismicité très faible.

### Hydrographie

#### Réseau hydrographique

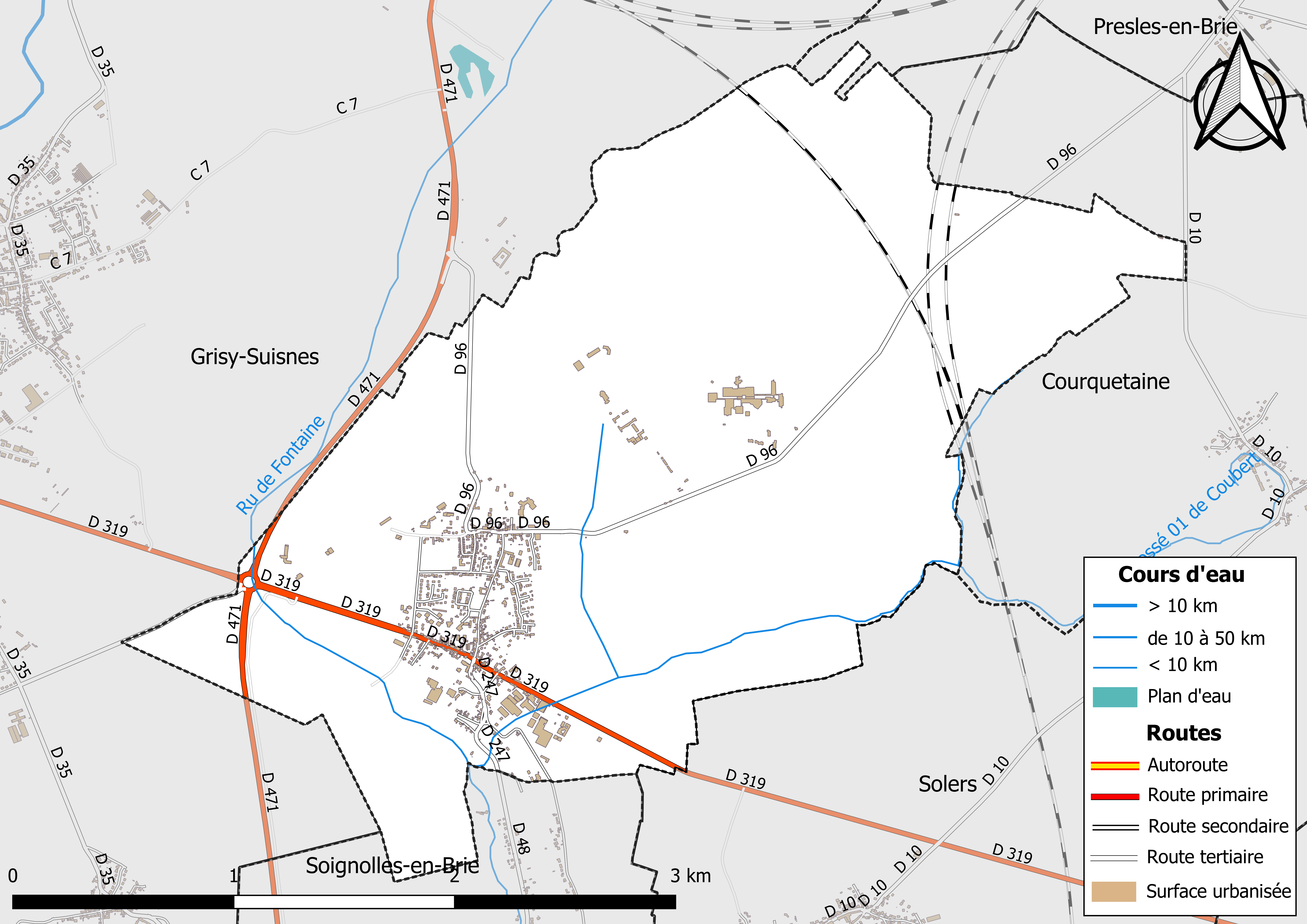
Carte des réseaux hydrographique et routier de Coubert.

Le réseau hydrographique de la commune se compose de quatre cours d'eau référencés :
- le ru de Fontaine, 6,39 km[4], affluent de l’Yerres ;
  - le fossé 01 de Coubert, 4,94 km[5], affluent du ru de Fontaine ;
    - le fossé 01 de la Pièce de l'Auberge, 1,24 km[6], et ;
    - le fossé 01 du Bois de Courquetaine, 1,05 km[7], qui confluent avec le fossé 01 de Coubert.

La longueur totale des cours d'eau sur la commune est de 5,81 km.

#### Gestion des cours d'eau
Afin d’atteindre le bon état des eaux imposé par la Directive-cadre sur l'eau du 23 octobre 2000, plusieurs outils de gestion intégrée s’articulent à différentes échelles : le SDAGE, à l’échelle du bassin hydrographique, et le SAGE, à l’échelle locale. Ce dernier fixe les objectifs généraux d’utilisation, de mise en valeur et de protection quantitative et qualitative des ressources en eau superficielle et souterraine. Le département de Seine-et-Marne est couvert par six SAGE, au sein du bassin Seine-Normandie.
La commune fait partie du SAGE « Yerres », approuvé le 13 octobre 2011. Le territoire de ce SAGE correspond au bassin versant de l’Yerres, d'une superficie de 1 017 km2, parcouru par un réseau hydrographique de 450 kilomètres de long environ, répartis entre le cours de l’Yerres et ses affluents principaux que sont : le ru de l'Étang de Beuvron, la Visandre, l’Yvron, le Bréon, l’Avon, la Marsange, la Barbançonne, le Réveillon. Le pilotage et l’animation du SAGE sont assurés par le syndicat mixte pour l’Assainissement et la Gestion des eaux du bassin versant de l’Yerres (SYAGE), qualifié de « structure porteuse ».

### Climat
Pour des articles plus généraux, voir Climat de l'Île-de-France et Climat de Seine-et-Marne.
En 2010, le climat de la commune est de type climat océanique dégradé des plaines du Centre et du Nord, selon une étude du CNRS s'appuyant sur une série de données couvrant la période 1971-2000. En 2020, Météo-France publie une typologie des climats de la France métropolitaine dans laquelle la commune est exposée à un climat océanique altéré et est dans la région climatique Sud-ouest du bassin Parisien, caractérisée par une faible pluviométrie, notamment au printemps (120 à 150 mm) et un hiver froid (3,5 °C).
Pour la période 1971-2000, la température annuelle moyenne est de 11,1 °C, avec une amplitude thermique annuelle de 15,3 °C. Le cumul annuel moyen de précipitations est de 705 mm, avec 11,3 jours de précipitations en janvier et 7,9 jours en juillet. Pour la période 1991-2020, la température moyenne annuelle observée sur la station météorologique la plus proche, située sur la commune de Montereau-sur-le-Jard à 9 km à vol d'oiseau, est de 11,6 °C et le cumul annuel moyen de précipitations est de 657,9 mm,. Pour l'avenir, les paramètres climatiques de la commune estimés pour 2050 selon différents scénarios d'émission de gaz à effet de serre sont consultables sur un site dédié publié par Météo-France en novembre 2022.

### Milieux naturels et biodiversité

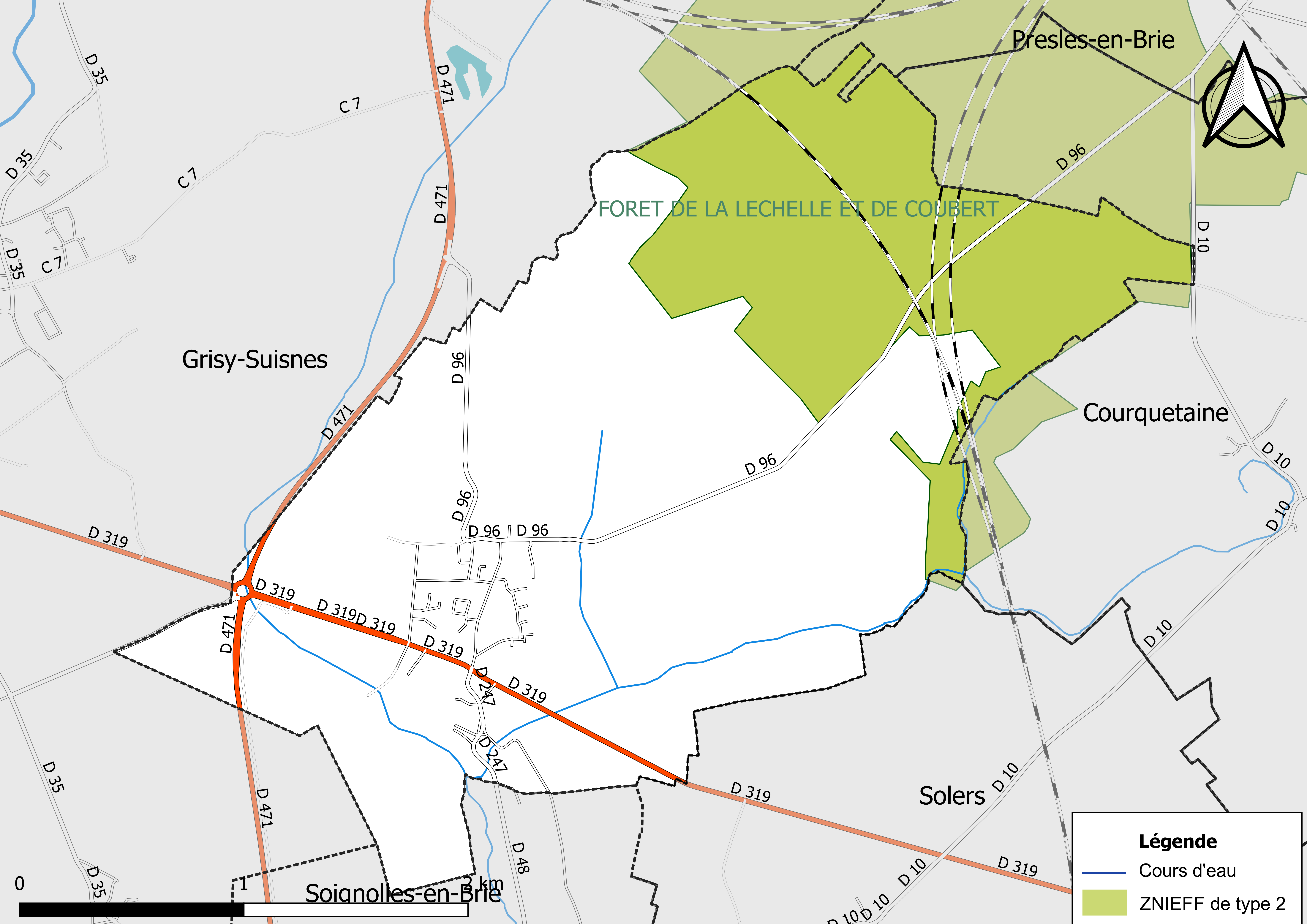
Carte des ZNIEFF de type 2 localisées sur la commune.

L’inventaire des zones naturelles d'intérêt écologique, faunistique et floristique (ZNIEFF) a pour objectif de réaliser une couverture des zones les plus intéressantes sur le plan écologique, essentiellement dans la perspective d’améliorer la connaissance du patrimoine naturel national et de fournir aux différents décideurs un outil d’aide à la prise en compte de l’environnement dans l’aménagement du territoire.
Le territoire communal de Coubert comprend un ZNIEFF de type 2,, 
la « forêt de la Léchelle et de Coubert » (2 069,22 ha), couvrant 9 communes du département.

## Urbanisme

### Typologie
Au 1er janvier 2024, Coubert est catégorisée bourg rural, selon la nouvelle grille communale de densité à sept niveaux définie par l'Insee en 2022.
Elle appartient à l'unité urbaine de Coubert, une agglomération intra-départementale regroupant trois  communes, dont elle est ville-centre,,. Par ailleurs la commune fait partie de l'aire d'attraction de Paris, dont elle est une commune de la couronne,. Cette aire regroupe 1 929 communes,.

### Lieux-dits et écarts
La commune compte 36 lieux-dits administratifs répertoriés consultables ici.

### Occupation des sols
L'occupation des sols de la commune, telle qu'elle ressort de la base de données européenne d’occupation biophysique des sols Corine Land Cover (CLC), est marquée par l'importance des territoires agricoles (58,5 % en 2018), en diminution par rapport à 1990 (59,6 %). La répartition détaillée en 2018 est la suivante : 
terres arables (49,6% ), forêts (20,5% ), zones urbanisées (9,4% ), zones agricoles hétérogènes (8,9% ), milieux à végétation arbustive et/ou herbacée (6,8% ), zones industrielles ou commerciales et réseaux de communication (4,8 %).
Parallèlement, L'Institut Paris Région, agence d'urbanisme de la région Île-de-France, a mis en place un inventaire numérique de l'occupation du sol de l'Île-de-France, dénommé le MOS (Mode d'occupation du sol), actualisé régulièrement depuis sa première édition en 1982. Réalisé à partir de photos aériennes, le Mos distingue les espaces naturels, agricoles et forestiers mais aussi les espaces urbains (habitat, infrastructures, équipements, activités économiques, etc.) selon une classification pouvant aller jusqu'à 81 postes, différente de celle de Corine Land Cover,,. L'Institut met également à disposition des outils permettant de visualiser par photo aérienne l'évolution de l'occupation des sols de la commune entre 1949 et 2018.

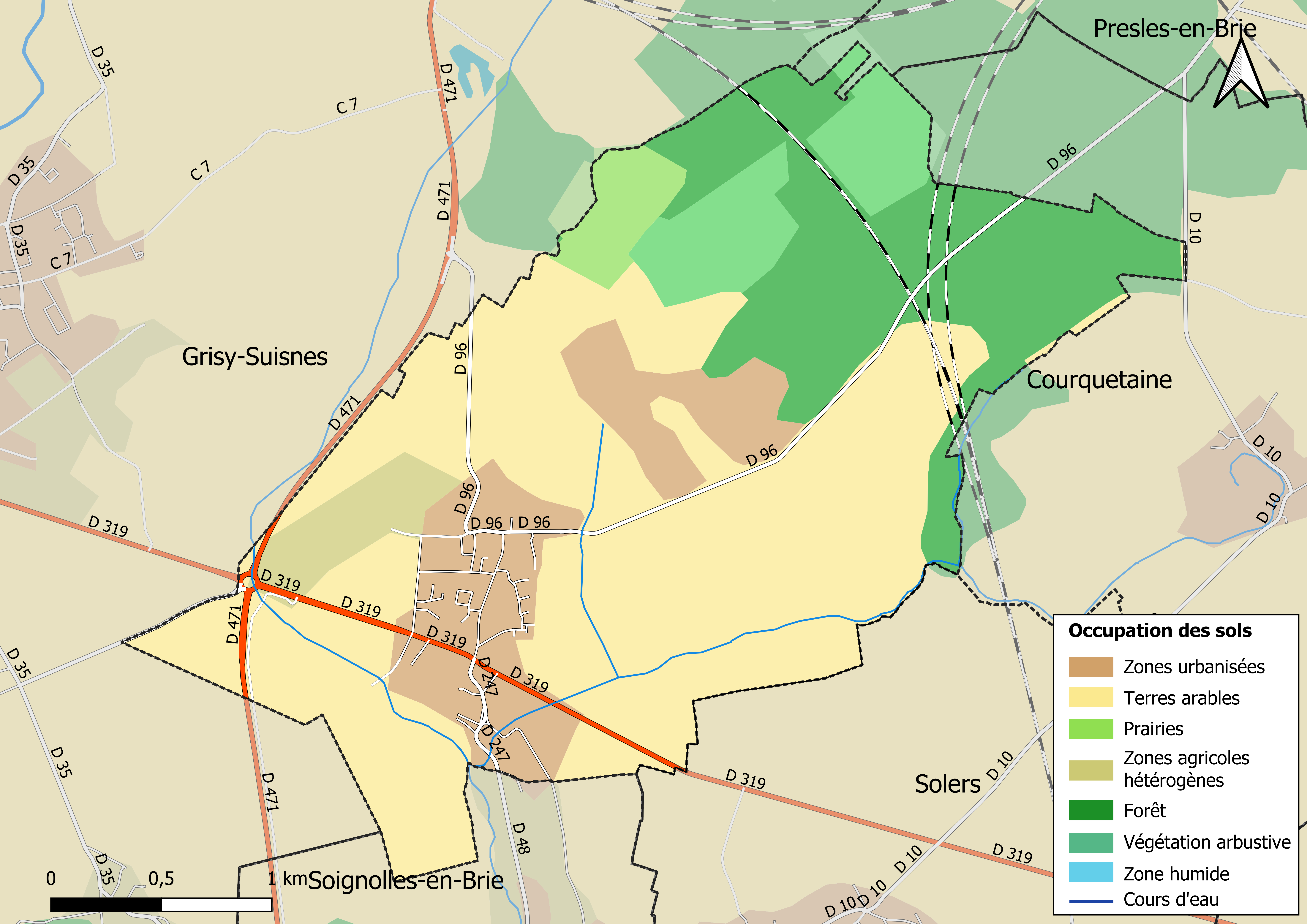
Carte des infrastructures et de l'occupation des sols en 2018 (CLC) de la commune.
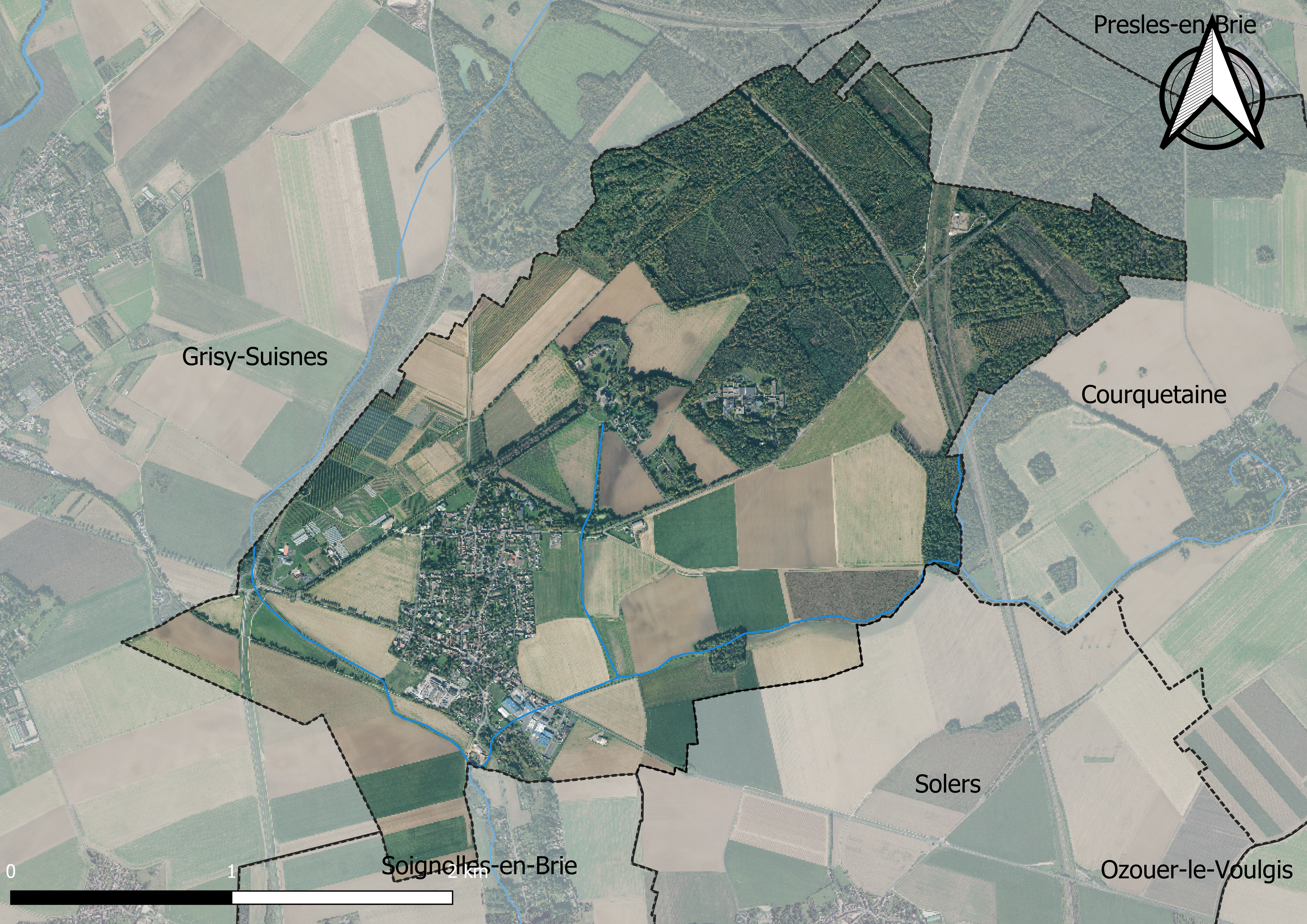
Carte orhophotogrammétrique de la commune.

### Planification
La commune, en 2019, avait engagé l'élaboration d'un plan local d'urbanisme.

### Logement
En 2016, le nombre total de logements dans la commune était de 720 dont 56,7 % de maisons et 43,3 % d’appartements.
Parmi ces logements, 94,2 % étaient des résidences principales, 0,9 % des résidences secondaires et 4,9 % des logements vacants.
La part des ménages fiscaux propriétaires de leur résidence principale s’élevait à 66,9 % contre 30,6 % de locataires,, dont 8,7 % de logements HLM loués vides (logements sociaux) et 2,6 % logés gratuitement.

### Voies de communication et transports

#### Transports
La commune est desservie par la  ligne d'autocars du réseau de bus du Pays Briard No 30A (Tournan-en-Brie – Melun).

## Toponymie
Le nom de la localité est mentionné sous les formes Domus de Corbeart vers 120 ; T. de Corbaait vers 1210 ; Corbaart en 1224 ; Corbehart en 1225 ; Corbart en 1234 ; Courbaart en 1249, ; Courbart en 1343 ; Courbert et Cobert en Brye en 1407 ; Courtbart en 1413 ; Cobart en Brye en 1417 ; Cobert en 1474 ; Coubart la ville en Brye en 1496 ; Courbard en Brye en 1503 ; Coubert la Ville en 1543.
Ce toponyme provient de l'agglutination du bas latin cortem et du nom de personne francique bedhard et signifie le « domaine de bedhard (aguerri à la patience, qui  réfléchit fort) » .

## Politique et administration
| Période                                  | Période       | Identité             | Étiquette | Qualité                                                                  |
| ---------------------------------------- | ------------- | -------------------- | --------- | ------------------------------------------------------------------------ |
| Les données manquantes sont à compléter. |               |                      |           |                                                                          |
| mai 1945                                 | octobre 1947  | Edmond Floury        |           |                                                                          |
| octobre 1947                             | mars 1959     | Maurice Le Boulenger |           |                                                                          |
| mars 1959                                | décembre 1967 | Edmond Floury        |           |                                                                          |
| décembre 1967                            | mars 1989     | Maurice Gillet       |           | Chef d'entreprise                                                        |
| mars 1989                                | mars 2001     | Gilbert Escaille     |           |                                                                          |
| mars 2001                                | mars 2008     | Pascal Charpentier   | DVD       | Médecin                                                                  |
| mars 2008                                | En cours      | Louis Marie Saout    | DVD       | Cadre 6e vice-président de la CC Brie des Rivières et Châteaux (2017 → ) |

## Équipements et services

### Eau et assainissement
L’organisation de la distribution de l’eau potable, de la collecte et du traitement des eaux usées et pluviales relève des communes. La loi NOTRe de 2015 a accru le rôle des EPCI à fiscalité propre en leur transférant cette compétence. Ce transfert devait en principe être effectif au 1er janvier 2020, mais la loi Ferrand-Fesneau du 3 août 2018 a introduit la possibilité d’un report de ce transfert au 1er janvier 2026,.

#### Assainissement des eaux usées
En 2020, la gestion du service d'assainissement collectif de la commune de Coubert est assurée par la communauté de communes Brie des Rivières et Châteaux (CCBRC) pour la collecte, le transport et la dépollution. Ce service est géré en délégation par une entreprise privée,,.
L’assainissement non collectif (ANC) désigne les installations individuelles de traitement des eaux domestiques qui ne sont pas desservies par un réseau public de collecte des eaux usées et qui doivent en conséquence traiter elles-mêmes leurs eaux usées avant de les rejeter dans le milieu naturel. La communauté de communes Brie des Rivières et Châteaux (CCBRC) assure pour le compte de la commune le service public d'assainissement non collectif (SPANC), qui a pour mission de vérifier la bonne exécution des travaux de réalisation et de réhabilitation, ainsi que le bon fonctionnement et l’entretien des installations,.

#### Eau potable
En 2020, l'alimentation en eau potable est assurée par la communauté de communes Brie des Rivières et Châteaux (CCBRC) qui en a délégué la gestion à l'entreprise Suez, dont le contrat expire le 30 juin 2028,.

## Population et société

### Démographie
L'évolution du nombre d'habitants est connue à travers les recensements de la population effectués dans la commune depuis 1793. Pour les communes de moins de 10 000 habitants, une enquête de recensement portant sur toute la population est réalisée tous les cinq ans, les populations de référence des années intermédiaires étant quant à elles estimées par interpolation ou extrapolation. Pour la commune, le premier recensement exhaustif entrant dans le cadre du nouveau dispositif a été réalisé en 2008.

En 2022, la commune comptait 1 942 habitants, en évolution de −2,31 % par rapport à 2016 (Seine-et-Marne : +3,92 %, France hors Mayotte : +2,11 %).
| 1793 | 1800 | 1806 | 1821 | 1831 | 1836 | 1841 | 1846 | 1851 |
| ---- | ---- | ---- | ---- | ---- | ---- | ---- | ---- | ---- |
| 461  | 518  | 497  | 462  | 512  | 551  | 522  | 527  | 545  |

| 1856 | 1861 | 1866 | 1872 | 1876 | 1881 | 1886 | 1891 | 1896 |
| ---- | ---- | ---- | ---- | ---- | ---- | ---- | ---- | ---- |
| 557  | 603  | 550  | 569  | 590  | 622  | 615  | 765  | 713  |

| 1901 | 1906 | 1911 | 1921 | 1926 | 1931 | 1936 | 1946 | 1954 |
| ---- | ---- | ---- | ---- | ---- | ---- | ---- | ---- | ---- |
| 712  | 760  | 742  | 633  | 729  | 777  | 716  | 669  | 888  |

| 1962 | 1968 | 1975 | 1982  | 1990  | 1999  | 2006  | 2008  | 2013  |
| ---- | ---- | ---- | ----- | ----- | ----- | ----- | ----- | ----- |
| 927  | 903  | 989  | 1 067 | 1 054 | 1 275 | 1 705 | 1 799 | 2 079 |

| 2018  | 2022  | - | - | - | - | - | - | - |
| ----- | ----- | - | - | - | - | - | - | - |
| 1 881 | 1 942 | - | - | - | - | - | - | - |

### Santé
La commune possède un centre de réadaptation avec soins de suite spécialisés : système nerveux, appareil locomoteur, brûlés, douleur, avec un important plateau technique de réadaptation.

## Économie

### Revenus de la population et fiscalité
En 2018, le nombre de ménages fiscaux de la commune était de 634, représentant 1 588 personnes et la  médiane du revenu disponible par unité de consommation  de 25 050 euros.

### Emploi
En 2018, le nombre total d’emplois dans la zone était de 1 312, occupant 893 actifs  résidants (dont 17,2 % dans la commune de résidence et 82,8 % dans une commune autre que la commune de résidence).
Le taux d'activité de la population (actifs ayant un emploi) âgée de 15 à 64 ans s'élevait à 70,2 % contre un taux de chômage de 6 %.
Les 23,8 % d’inactifs se répartissent de la façon suivante : 8,3 % d’étudiants et stagiaires non rémunérés, 4,3 % de retraités ou préretraités et 11,2 % pour les autres inactifs.

### Secteurs d'activité

#### Entreprises et commerces
En 2019, le nombre d’unités légales et d’établissements (activités marchandes hors agriculture) par secteur d'activité était de 112 dont 9 dans l’industrie manufacturière, industries extractives et autres, 23 dans la construction, 23 dans le commerce de gros et de détail, transports, hébergement et restauration, 1 dans l’Information et communication, 2 dans les activités financières et d'assurance, 5 dans les activités immobilières, 14 dans les activités spécialisées, scientifiques et techniques et activités de services administratifs et de soutien, 21 dans l’administration publique, enseignement, santé humaine et action sociale et 14  étaient relatifs aux autres activités de services.
En 2020, 19 entreprises ont été créées sur le territoire de la commune, dont 13 individuelles.
Au 1er janvier 2021, la commune ne disposait pas d’hôtel et de terrain de camping.

#### Agriculture
Coubert est dans la petite région agricole dénommée la « Brie française », (ou Basse-Brie), une partie de la Brie autour de Brie-Comte-Robert. En 2010, l'orientation technico-économique de l'agriculture sur la commune est la polyculture et le polyélevage.
Si la productivité agricole de la Seine-et-Marne se situe dans le peloton de tête des départements français, le département enregistre un double phénomène de disparition des terres cultivables (près de 2 000 ha par an dans les années 1980, moins dans les années 2000) et de réduction d'environ 30 % du nombre d'agriculteurs dans les années 2010. Cette tendance se retrouve au niveau de la commune où le nombre d’exploitations est passé de 8 en 1988 à 4 en 2010. Parallèlement, la taille de ces exploitations augmente, passant de 66 ha en 1988 à 120 ha en 2010.
Le tableau ci-dessous présente les principales caractéristiques des exploitations agricoles de Coubert, observées sur une période de 22 ans : 
|                                      | 1988 | 2000 | 2010 |
| ------------------------------------ | ---- | ---- | ---- |
| Dimension économique,                |      |      |      |
| Nombre d’exploitations (u)           | 8    | 5    | 4    |
| Travail (UTA)                        | 21   | 17   | 19   |
| Surface agricole utilisée (ha)       | 524  | 492  | 478  |
| Cultures                             |      |      |      |
| Terres labourables (ha)              | 506  | 482  | 441  |
| Céréales (ha)                        | 347  | 264  | s    |
| dont blé tendre (ha)                 | 186  | 220  | 219  |
| dont maïs-grain et maïs-semence (ha) | 87   | s    |      |
| Tournesol (ha)                       | 0    |      |      |
| Colza et navette (ha)                | s    | s    | s    |
| Élevage                              |      |      |      |
| Cheptel (UGBTA)                      | 161  | 47   | 0    |

## Culture locale et patrimoine

### Monuments et lieux remarquables
- Parc du château de Coubert.

### Autre lieux et monuments

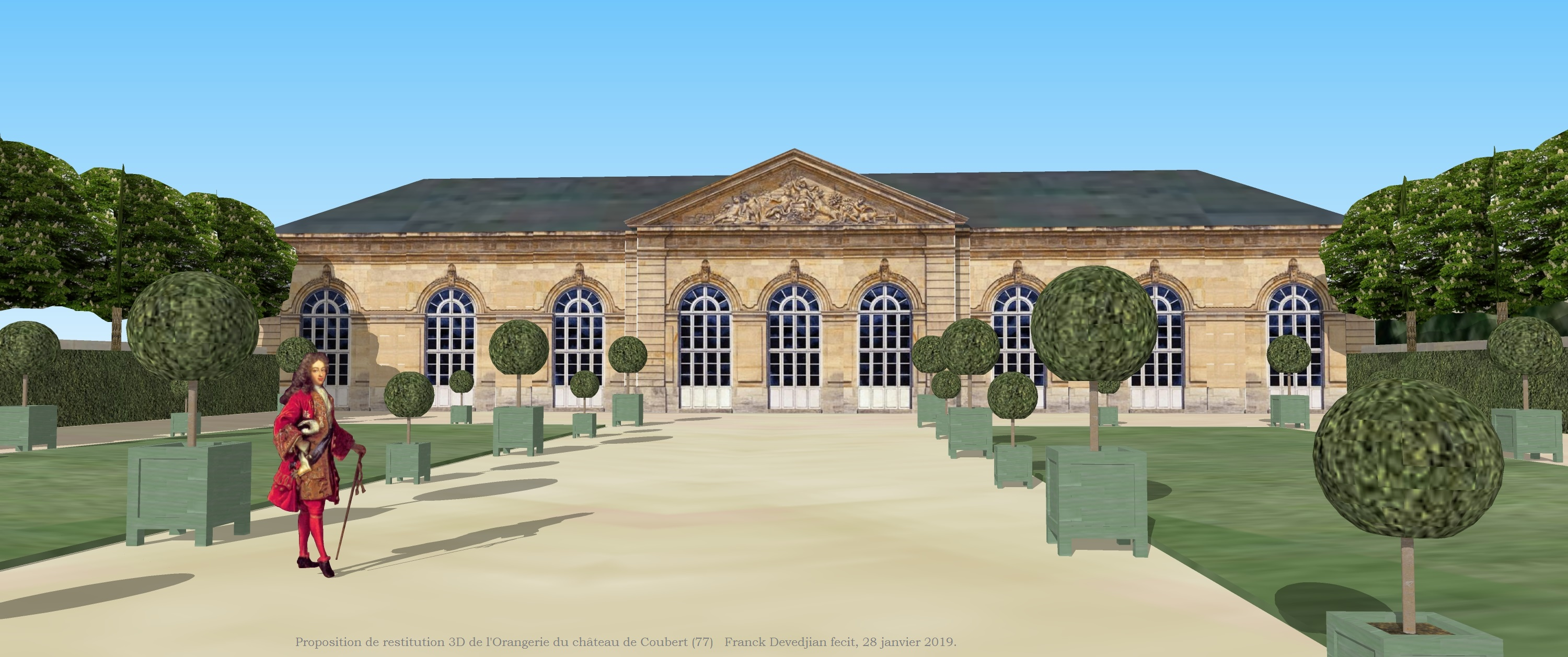
Proposition de restitution de l'Orangerie du château de Coubert.

- Château du XIXe siècle qui a remplacé celui du financier Samuel Bernard, dont subsistent les pavillons d'entrée et la façade de l'orangerie, XVIIIe siècle, avec fronton sculpté ; vestiges du parc (actuellement Caisse régionale de contrôle médical).
- Église Sainte-Geneviève du XIIIe siècle, restaurée et agrandie au XVIe siècle : croix processionnelle en cuivre du XVe siècle.
- Forêt domaniale de Coubert.
- Gare de Coubert-Soignolles. Cette gare désaffectée a été reconvertie en salle pour une association de musique et de danse country.

### Personnalités liées à la commune
- Le latiniste Léon Herrmann (1889-1984) est mort à Coubert.
- Nicolas de L'Hospital, seigneur de Vitry-en-Brie (Vitry-Coubert à Guignes) puis duc de Vitry (à Châteauvillain et Arc-en-Barrois : cf. Châteauvillain), maréchal de France, seigneur de Coubert sous Louis XIII.
- Frédéric Armand de Schomberg, maréchal de France en 1675. La même année, il achète la seigneurie de Coubert au fils du précédent. Il conserve Coubert jusqu'à la révocation de l'Édit de Nantes, en 1685, qui l'oblige à quitter la France. En 1711, Coubert est restitué à son fils, Maynard de Schomberg, mort en 1719. Les héritières de Maynard de Schomberg vendent alors Coubert à Samuel Bernard.
- Le banquier et financier Samuel Bernard achète en 1719 le comté de Coubert et fait reconstruire le château de 1724 à 1727. Il le conserve jusqu'à sa mort, en 1739, et le lègue à l'aîné de ses fils.
- Samuel-Jacques Bernard, fils aîné de Samuel Bernard, il est comte de Coubert après son père et meurt en 1753. Il a pour successeur comme comte de Coubert son fils Olivier Samuel Jacques Bernard (1730-1801), qui émigre à la Révolution. Son château de Coubert est alors vendu comme bien national, puis détruit sous la Restauration.
- George Charles Potter, fils du manufacturier Christophe Potter (1751-1817) et mari de Laurence Viénot de Vaublanc, fille du comte de Vaublanc, sont propriétaires du château jusqu'en 1834.

### Héraldique
| Blason de Coubert | Blason  | Tiercé en pairle au 1) de gueules à la porte de bâtiment de trois arches plein cintre d’argent, sommée d’un fronton classique du même, au 2) et au 3) d’azur à la rose d’argent tigée et feuillée au naturel, celle de dextre posée en bande et celle de senestre posée en barre, au pairle d’or brochant sur la partition et à la filière du même. |
| Blason de Coubert | Détails | Différences entre dessin et blasonnement : la filière n'est pas représentée. Figure sur le site internet de la commune. |